# Gartnait (7e comte de Mar)
Gartnait de Mar, connu également sous le nom de Gartnait mac Domhnaill (c'est-à-dire: Gartnait fils de Donald), est le 7e Mormaer de Mar, il règne de 1301, ou peut-être même dès 1297, jusqu'à sa mort en 1305.

## Biographie
Gartnait est le fils de  Domhnall Ier de Mar. La dernière mention de son père dans les sources est le 25 juillet 1297 et il est possible qu'il lui succède dès cette année-là. Toutefois il n'apparait comme comte de Mar qu'en 1302 puis en 1305. Après l'effondrement de Jean Balliol en 1296 il collabore avec les Anglais. Gartnait héritier du comté de Mar et Henri Cheney l'évêque d'Aberdeen reçoivent l'ordre du gouvernement anglais d'aider le shérif  de Moray à mettre fin à la rébellion. Avec John Comyn de Buchan et John Comyn de Badenoch, ils sont chargés de combattre Andrew Moray. Ses positions ne sont pas nécessairement en rupture avec son père et Robert Bruce le veuf de sa sœur Isabelle de Mar dont Domhnall est un partisan car en août les magnats du nord rompent le contact avec le gouvernement anglais.En 1302, dans un document détaillant le termes de la réconciliation entre le roi Édouard Ier et Robert Bruce il est stipulé que  Robert doit assumer « la garde » de Gartnait, ce qui implique que Domhnall son père soit déjà mort. Gartnait meurt dès 1305 et son fils Domhnall/Donald II, encore enfant, se trouve à son tour sous la garde de Robert Bruce et c'est lui qui assiste vraisemblablement à son couronnement à Scone le 25 mars 1306.

## Union et postérité
On considère généralement Gartnait épouse Christina Bruce , la sœur de son beau-frère le futur roi Robert Ier, il se peut qu'elle soit une autre sœur aînée de Bruce, dont le nom est inconnu. Il laisse un fils unique encore enfant lors de son décès:
- Donald

## Source de la traduction
- (en) Cet article est partiellement ou en totalité issu de l’article de Wikipédia en anglais intitulé « Gartnait, Earl of Mar » (voir la liste des auteurs).